# 特剛 (剛鐸宰相)
图尔巩（Turgon)，是英国作家约翰•罗纳德•瑞尔•托尔金（J.R.R. Tolkien）的史诗奇幻小说《魔戒》中的虚构人物。
他是刚铎的第二十四任宰相，在他在位期间，索隆公开返回魔多，而萨鲁曼也开始建立自己的势力。

## 名字
图尔巩（Turgon）一名是辛达语，与第一纪元刚多林（Gondolin）的精灵国王同名，意思是「大军的指挥官」或「强力的指挥官」Masterful commander或「王者般的指揮官」Lordly commander。

## 总览
图尔巩是刚铎的杜内丹人（Dúnedain）。他属于胡林家族（House of Húrin），父亲是刚铎第二十三任宰相图林二世（Túrin II）。不清楚他有没有任何兄弟姐妹。他的儿子是埃克塞理安（Ecthelion）。
他是第二十四任刚铎宰相政王（Steward）。他任內刚铎沒有发生什么大事。但至其死前的最后两年，索隆公开现身，重返为他准备已久的魔多，萨鲁曼也拒绝参加白道会（White Council），把艾森加德（Isengard）据为己有，大兴土木建设防御。由艾森加德至魔多，邪恶在图尔巩统治末年开始备战。
他生于第三纪元2855年，死于2953年，享年98岁。

## 生平
图尔巩生于第三纪元2855年，大概是在米那斯提力斯（Minas Tirith）。2914年，他的父亲图林二世逝世，由图尔巩继承宰相之位。
他统治时洛汗王子森格尔（Thengel）留居刚铎，受到图尔巩的厚待。他亦为图尔巩效力，立下许多战功，直至2953年洛汗国王芬格尔（Fengel）过世后他才回国，继承王位。
图尔巩死前两年（2951年），索隆公开现身，重返魔多（Mordor），最后留守在伊希利恩（Ithilien)的居民全部离开。两年后连隶属于刚铎的领主萨鲁曼都背叛刚铎，他将艾森加德据为己有。
第三纪元2953年，图尔巩逝世，结束39年的统治，由他的儿子埃克塞理安继位。

## 資料來源
1. 1 2 3 4  《中土世界的历史》 Vol.12《中土世界的民族》 "The Heir of Elendil"
2. ↑  《精灵宝钻》 2002年 聊经初版翻译 第五章《埃尔达和埃尔达的王子们》 注释第30条
3. ↑  Thain's Book: Turgon 的存檔，存档日期2011-10-16.
4. ↑  .   [2011-10-28]. （原始内容存档于2020-12-01）.
5. 1 2 3 4 5 6 7  《魔戒三部曲》 2001年 聊经初版翻译 附录一帝王本纪及年表

| 前任： 圖林二世 | 剛鐸宰相及攝政王 | 繼任： 艾克西里昂二世 |